# 6424 Ando
6424 Ando este un asteroid din centura principală de asteroizi.

## Descriere
6424 Ando este un asteroid din centura principală de asteroizi. A fost descoperit pe 14 martie 1994 la Kitami de Kin Endate și Kazuro Watanabe. El prezintă o orbită caracterizată de o semiaxă mare de 3,02 ua, o excentricitate de 0,11 și o înclinație de 11,1° în raport cu ecliptica.